# Goniopora fruticosa
Goniopora fruticosa là một loài san hô trong họ Poritidae. Loài này được Saville-Kent mô tả khoa học năm 1893.